# Pterozonium reniforme
Pterozonium reniforme är en kantbräkenväxtart som först beskrevs av Carl Friedrich Philipp von Martius, och fick sitt nu gällande namn av Fée. Pterozonium reniforme ingår i släktet Pterozonium och familjen Pteridaceae. Inga underarter finns listade.

## Bildgalleri

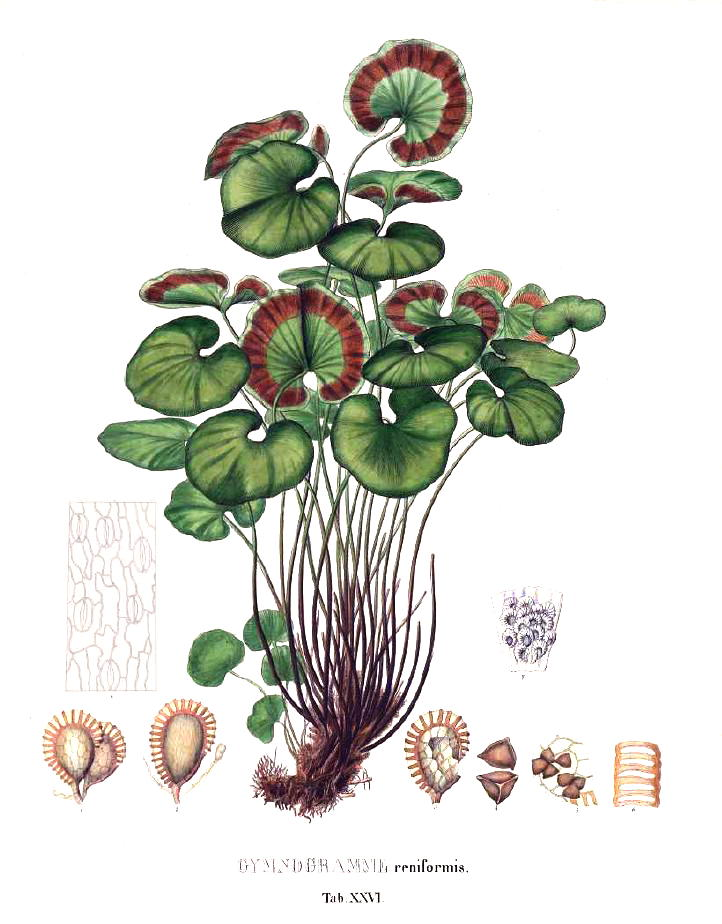